# Apogon unicolor
 Apogon unicolor és una espècie de peix de la família dels apogònids i de l'ordre dels perciformes.

## Morfologia
Els mascles poden assolir els 14 cm de longitud total.

## Distribució geogràfica
Es troba al Japó, Taiwan i Papua Nova Guinea.